# Orden al Coraje Personal
La Orden al Coraje Personal fue una distinción establecida por el Presídium del Sóviet Supremo de la URSS el 28 de diciembre de 1988.
Esta recompensa fue creada con el fin de premiar a ciudadanos soviéticos que demostraran un notable coraje y valentía en actos que significaran ya sea salvar vidas, mantener el orden público, salvaguardar la propiedad del Estado, como también en la lucha contra el crimen, acciones meritorias en catastrófes ambientales u otros eventos de excepción.
La medalla representa una estrella de plata dorada con las palabras "Al coraje personal" y "URSS".